# Narębski Point
Der Narębski Point [naˈrɛmpskʲi] (englisch für polnisch Przylądek Narębskiego) ist eine Landspitze aus Basalt am Ufer der Maxwell Bay an der Südküste von King George Island im Archipel der Südlichen Shetlandinseln. Auf der Barton-Halbinsel liegt sie auf halbem Weg zwischen dem South Spit und dem Winship Point. Die Landspitze ist Standort einer Kolonie des Zügelpinguins und ist Teil eines besonders geschützten Gebiets in der Antarktis (ASPA #171).
Polnische Wissenschaftler benannten sie 1984 nach dem Mineralogen und Geochemiker Wojciech Narębski (* 1925), zu dessen Untersuchungsgebiet das vulkanische Gestein auf King George Island gehörte.